# Cinnamomum sandkuhlii
Cinnamomum sandkuhlii är en lagerväxtart som beskrevs av Elmer Drew Merrill. Cinnamomum sandkuhlii ingår i släktet Cinnamomum och familjen lagerväxter. Inga underarter finns listade i Catalogue of Life.